# Paradoxodes
Paradoxodes là một chi bướm đêm thuộc họ Geometridae.